# Le Samyn des Dames 2021
Le Samyn des Dames 2021 var den 10. udgave af det belgiske cykelløb Le Samyn des Dames. Det 92,5 km lange linjeløb blev kørt i provinsen Hainaut den 2. marts 2021 med start i Quaregnon og mål i Dour. Løbet var ikke en del af UCI Women's World Tour, men på den lavere rangerende internationale UCI-kalender for kvinder.
Liv Racings belgiske mester Lotte Kopecky vandt løbet efter en spurt. Den danske mester Emma Norsgaard Jørgensen fra Movistar Team kom på andenpladsen, mens australske Chloe Hosking fra Trek-Segafredo tog sig af tredjepladsen. Det var første gang i løbets historie at en rytter fra Belgien vandt løbet, og første gang en dansker kørte sig i top 3. Det var anden gang inden for fire dage at Emma Norsgaard kom på andenpladsen i et løb, da det også skete ved Omloop Het Nieuwsblad. Her blev Lotte Kopecky nummer fire.

## Resultat
| \| Samlede stilling \| Samlede stilling \| Samlede stilling \| Samlede stilling \| Samlede stilling \| \| Rytter \| Rytter \| Hold \| Tid \| \| \| ---------------- \| ----------------------- \| ---------------------- \| ---------------- \| ---------------- \| \| 1. \| Lotte Kopecky \| Liv Racing \| 2t 20' 04" \| \| \| 2. \| Emma Norsgaard \| Movistar Team \| + 0" \| \| \| 3. \| Chloe Hosking \| Trek-Segafredo \| + 0" \| \| \| 4. \| Gladys Verhulst \| Arkéa Pro Cycling Team \| + 0" \| \| \| 5. \| Marjolein van 't Geloof \| Drops-Le Col \| + 0" \| \| \| 6. \| Amy Pieters \| SD Worx \| + 0" \| \| \| 7. \| Laura Tomasi \| Alé BTC Ljubljana \| + 0" \| \| \| 8. \| Anna Henderson \| Jumbo-Visma Women Team \| + 0" \| \| \| 9. \| Amber van der Hulst \| Parkhotel Valkenburg \| + 0" \| \| \| 10. \| Romy Kasper \| Jumbo-Visma Women Team \| + 0" \| \| |                         |                        |            |
| |                         |                        |            |
| Kilder: ProCyclingStats Cycling Quotient |                         |                        |            |
| Samlede stilling |                         |                        |            |
| Rytter | Rytter                  | Hold                   | Tid        |
| 1. | Lotte Kopecky           | Liv Racing             | 2t 20' 04" |
| 2. | Emma Norsgaard          | Movistar Team          | + 0"       |
| 3. | Chloe Hosking           | Trek-Segafredo         | + 0"       |
| 4. | Gladys Verhulst         | Arkéa Pro Cycling Team | + 0"       |
| 5. | Marjolein van 't Geloof | Drops-Le Col           | + 0"       |
| 6. | Amy Pieters             | SD Worx                | + 0"       |
| 7. | Laura Tomasi            | Alé BTC Ljubljana      | + 0"       |
| 8. | Anna Henderson          | Jumbo-Visma Women Team | + 0"       |
| 9. | Amber van der Hulst     | Parkhotel Valkenburg   | + 0"       |
| 10. | Romy Kasper             | Jumbo-Visma Women Team | + 0"       |

## Hold og ryttere
| UCI Women's WorldTeams (7)- Alé BTC Ljubljana - Team DSM - FDJ-Nouvelle Aquitaine-Futuroscope - Liv Racing - Movistar Team - SD Worx - Trek-Segafredo UCI Women's Kontinentalhold (14)- Andy Schleck-CP NVST-Immo Losch - Arkéa Pro Cycling Team - Bingoal Casino-Chevalmeire - Doltcini-Van Eyck Sport-Proximus - Drops-Le col - Hitec Products - Jumbo-Visma - Lotto Soudal Ladies - Multum Accountants - NXTG Racing - Parkhotel Valkenburg - Rupelcleaning-Champion lubricants - Team Tibco-Silicon Valley Bank - Valcar-Travel & Service UCI Women's Kontinentalhold (2)- Stade Rochelais Charente-Maritime - Lviv Cycling Team Amatørkvindehold- Macadam’s Cowboys & Girls |
| |

### Danske ryttere
| Danske ryttere på startlisten |                          |                  |           |
| Rygnummer                     | Rytter                   | Hold             | Placering |
| 13                            | Amalie Dideriksen        | Trek-Segafredo   | 98        |
| 66                            | Emma Norsgaard Jørgensen | Movistar Team    | 2         |
| 147                           | Pernille Mathiesen       | Team Jumbo-Visma | 104       |

* DNF = gennemførte ikke

### Startliste
| SD Worx SDW | SD Worx SDW                        | SD Worx SDW |
| ----------- | ---------------------------------- | ----------- |
| Nr.         | Rytter                             | Placering   |
| 1           | Jolien D'Hoore (BEL)               | 72.         |
| 3           | Lonneke Uneken (NED)               | 14.         |
| 4           | Christine Majerus (LUX) (landevej) | 23.         |
| 5           | Amy Pieters (NED)                  | 6.          |
| 6           | Elena Cecchini (ITA)               | 18.         |
| 7           | Roxane Fournier (FRA)              | 31.         |

| Trek-Segafredo TFS | Trek-Segafredo TFS                   | Trek-Segafredo TFS |
| ------------------ | ------------------------------------ | ------------------ |
| Nr.                | Rytter                               | Placering          |
| 11                 | Trixi Worrack (GER)                  | DNF                |
| 12                 | Audrey Cordon-Ragot (FRA) (landevej) | 30.                |
| 13                 | Amalie Dideriksen (DEN)              | 98.                |
| 14                 | Lauretta Hanson (AUS)                | 60.                |
| 15                 | Chloe Hosking (AUS)                  | 3.                 |
| 16                 | Letizia Paternoster (ITA)            | DNF                |
| 17                 | Shirin van Anrooij (NED)             | 59.                |

| Team DSM DSM | Team DSM DSM           | Team DSM DSM |
| ------------ | ---------------------- | ------------ |
| Nr.          | Rytter                 | Placering    |
| 31           | Susanne Andersen (NOR) | 69.          |
| 32           | Georgi Pfeiffer (GBR)  | 36.          |
| 33           | Leah Kirchmann (CAN)   | 100.         |
| 34           | Franziska Koch (GER)   | 62.          |
| 35           | Lorena Wiebes (NED)    | 70.          |
| 36           | Esmée Peperkamp (NED)  | 57.          |
| 37           | Julia Soek (NED)       | 74.          |

| Liv Racing LIV | Liv Racing LIV                 | Liv Racing LIV |
| -------------- | ------------------------------ | -------------- |
| Nr.            | Rytter                         | Placering      |
| 41             | Valerie Demey (BEL)            | 86.            |
| 42             | Marta Jaskulska (POL)          | 20.            |
| 43             | Evy Kuijpers (NED)             | 25.            |
| 44             | Alison Jackson (CAN)           | 19.            |
| 45             | Lotte Kopecky (BEL) (landevej) | 1.             |
| 47             | Sabrina Stultiens (NED)        | 51.            |

| Alé BTC Ljubljana ALE | Alé BTC Ljubljana ALE        | Alé BTC Ljubljana ALE |
| --------------------- | ---------------------------- | --------------------- |
| Nr.                   | Rytter                       | Placering             |
| 51                    | Marlen Reusser (SUI)         | 21.                   |
| 52                    | Eugenia Bujak (SLO)          | DNF                   |
| 53                    | Mavi García (ESP) (landevej) | 58.                   |
| 54                    | Maaike Boogaard (NED)        | 12.                   |
| 55                    | Anna Trevisi (ITA)           | 49.                   |
| 56                    | Laura Tomasi (ITA)           | 7.                    |

| Movistar Team MOV | Movistar Team MOV               | Movistar Team MOV |
| ----------------- | ------------------------------- | ----------------- |
| Nr.               | Rytter                          | Placering         |
| 61                | Aude Biannic (FRA)              | 27.               |
| 62                | Jelena Erić (SRB)               | 28.               |
| 63                | Alicia González Blanco (ESP)    | 33.               |
| 64                | Barbara Guarischi (ITA)         | 26.               |
| 65                | Sara Martín Martín (ESP)        | 40.               |
| 66                | Emma Norsgaard (DEN) (landevej) | 2.                |
| 67                | Alba Teruel Ribes (ESP)         | 34.               |

| Andy Schleck-CP NVST-Immo Losch ASC | Andy Schleck-CP NVST-Immo Losch ASC    | Andy Schleck-CP NVST-Immo Losch ASC |
| ----------------------------------- | -------------------------------------- | ----------------------------------- |
| Nr.                                 | Rytter                                 | Placering                           |
| 71                                  | Fabienne Buri (SUI)                    | DNF                                 |
| 72                                  | Désirée Ehrler (SUI)                   | DNF                                 |
| 73                                  | Line Marie Gulliksen (NOR)             | DNF                                 |
| 75                                  | Lisa Müllenberg (NED)                  | DNF                                 |
| 76                                  | Mie Bjørndal Ottestad (NOR) (landevej) | 41.                                 |
| 77                                  | Sandra Weiss (SUI)                     | DNF                                 |

| Lotto Soudal Ladies LSL | Lotto Soudal Ladies LSL  | Lotto Soudal Ladies LSL |
| ----------------------- | ------------------------ | ----------------------- |
| Nr.                     | Rytter                   | Placering               |
| 81                      | Jesse Vandenbulcke (BEL) | 68.                     |
| 82                      | Alana Castrique (BEL)    | 107.                    |
| 83                      | Lone Meertens (BEL)      | 46.                     |
| 84                      | Abby-Mae Parkinson (GBR) | 17.                     |
| 86                      | Elise vander Sande (BEL) | 82.                     |
| 87                      | Anna Plichta (POL)       | DNF                     |

| NXTG Racing NXG | NXTG Racing NXG            | NXTG Racing NXG |
| --------------- | -------------------------- | --------------- |
| Nr.             | Rytter                     | Placering       |
| 91              | Rozemarijn Ammerlaan (NED) | DNF             |
| 92              | Britt Knaven (BEL)         | DNF             |
| 93              | Amelia Sharpe (GBR)        | 44.             |
| 94              | Maud Rijnbeek (NED)        | DNF             |
| 95              | Catalina Soto (CHI)        | 79.             |
| 96              | Emily Wadsworth (GBR)      | DNF             |
| 97              | Mylène de Zoete (NED)      | DNF             |

| Parkhotel Valkenburg PHV | Parkhotel Valkenburg PHV  | Parkhotel Valkenburg PHV |
| ------------------------ | ------------------------- | ------------------------ |
| Nr.                      | Rytter                    | Placering                |
| 101                      | Femke Markus (NED)        | 11.                      |
| 102                      | Sylvie Swinkels (NED)     | DNF                      |
| 103                      | Amber van der Hulst (NED) | 9.                       |
| 104                      | Kirstie van Haaften (NED) | 108.                     |
| 105                      | Leonie Bos (NED)          | 101.                     |
| 106                      | Lieke Nooijen (NED)       | 81.                      |
| 107                      | Mischa Bredewold (NED)    | 22.                      |

| Arkéa Pro Cycling Team ARK | Arkéa Pro Cycling Team ARK    | Arkéa Pro Cycling Team ARK |
| -------------------------- | ----------------------------- | -------------------------- |
| Nr.                        | Rytter                        | Placering                  |
| 111                        | Lucie Jounier (FRA)           | 47.                        |
| 112                        | Cédrine Kerbaol (FRA)         | 66.                        |
| 113                        | Marie-Morgane Le Deunff (FRA) | DNF                        |
| 114                        | Typhaine Laurance (FRA)       | 24.                        |
| 115                        | Gladys Verhulst (FRA)         | 4.                         |
| 116                        | Greta Richioud (FRA)          | DNF                        |
| 117                        | Léa Curinier (FRA)            | 32.                        |

| Rupelcleaning-Champion lubricants RUP | Rupelcleaning-Champion lubricants RUP | Rupelcleaning-Champion lubricants RUP |
| ------------------------------------- | ------------------------------------- | ------------------------------------- |
| Nr.                                   | Rytter                                | Placering                             |
| 121                                   | Sara Van de Vel (BEL)                 | 53.                                   |
| 122                                   | Ditte Lenseclaes (BEL)                | DNF                                   |
| 123                                   | Isabelle Beckers (BEL)                | DNF                                   |
| 124                                   | Mia Griffin (IRL)                     | 89.                                   |
| 125                                   | Alice Sharpe (IRL)                    | 87.                                   |
| 126                                   | Antonia Gröndahl (FIN)                | 61.                                   |
| 127                                   | Svenja Betz (GER)                     | DNF                                   |

| Valcar-Travel & Service VAL | Valcar-Travel & Service VAL | Valcar-Travel & Service VAL |
| --------------------------- | --------------------------- | --------------------------- |
| Nr.                         | Rytter                      | Placering                   |
| 133                         | Margaux Vigie (FRA)         | 56.                         |
| 134                         | Martina Alzini (ITA)        | 85.                         |
| 135                         | Elena Pirrone (ITA)         | 99.                         |
| 137                         | Silvia Pollicini (ITA)      | 13.                         |

| Jumbo-Visma Women Team TJV | Jumbo-Visma Women Team TJV | Jumbo-Visma Women Team TJV |
| -------------------------- | -------------------------- | -------------------------- |
| Nr.                        | Rytter                     | Placering                  |
| 141                        | Romy Kasper (GER)          | 10.                        |
| 143                        | Anna Henderson (GBR)       | 8.                         |
| 144                        | Teuntje Beekhuis (NED)     | 45.                        |
| 145                        | Karlijn Swinkels (NED)     | 71.                        |
| 147                        | Pernille Mathiesen (DEN)   | 104.                       |

| Drops-Le Col DRP | Drops-Le Col DRP              | Drops-Le Col DRP |
| ---------------- | ----------------------------- | ---------------- |
| Nr.              | Rytter                        | Placering        |
| 151              | Elizabeth Bennett (GBR)       | DNF              |
| 152              | María Martins (POR)           | DNF              |
| 153              | Sara Penton (SWE)             | 54.              |
| 154              | Finja Smekal (GER)            | 93.              |
| 155              | Marjolein van 't Geloof (NED) | 5.               |
| 156              | Maike van der Duin (NED)      | 50.              |

| Tibco-Silicon Valley Bank TIB | Tibco-Silicon Valley Bank TIB | Tibco-Silicon Valley Bank TIB |
| ----------------------------- | ----------------------------- | ----------------------------- |
| Nr.                           | Rytter                        | Placering                     |
| 162                           | Eva Buurman (NED)             | 38.                           |
| 163                           | Tanja Erath (GER)             | 48.                           |
| 164                           | Leah Dixon (GBR)              | DNF                           |
| 165                           | Eri Yonamine (JPN)            | 75.                           |
| 166                           | Diana Peñuela (COL)           | 29.                           |
| 167                           | Kristen Faulkner (USA)        | 55.                           |

| Doltcini-Van Eyck-Proximus DVE | Doltcini-Van Eyck-Proximus DVE         | Doltcini-Van Eyck-Proximus DVE |
| ------------------------------ | -------------------------------------- | ------------------------------ |
| Nr.                            | Rytter                                 | Placering                      |
| 171                            | Kathrin Schweinberger (AUT) (landevej) | 35.                            |
| 172                            | Christina Schweinberger (AUT)          | 67.                            |
| 173                            | Nicole Steigenga (NED)                 | 65.                            |
| 174                            | Bryony van Velzen (NED)                | 15.                            |
| 175                            | Fien Van Eynde (BEL)                   | 39.                            |
| 176                            | Marieke de Groot (NED)                 | 90.                            |
| 177                            | Victoire Berteau (FRA)                 | 94.                            |

| Bingoal-Chevalmeire CCT | Bingoal-Chevalmeire CCT | Bingoal-Chevalmeire CCT |
| ----------------------- | ----------------------- | ----------------------- |
| Nr.                     | Rytter                  | Placering               |
| 181                     | Thalita de Jong (NED)   | 37.                     |
| 182                     | Natalie van Gogh (NED)  | 16.                     |
| 183                     | Claudia Jongerius (NED) | 91.                     |
| 184                     | Nathalie Bex (BEL)      | 78.                     |
| 185                     | Justine Ghekiere (BEL)  | 73.                     |
| 186                     | Caren Commissaris (NED) | DNF                     |

| Stade Rochelais Charente-Maritime CMW | Stade Rochelais Charente-Maritime CMW | Stade Rochelais Charente-Maritime CMW |
| ------------------------------------- | ------------------------------------- | ------------------------------------- |
| Nr.                                   | Rytter                                | Placering                             |
| 191                                   | Séverine Eraud (FRA)                  | 102.                                  |
| 192                                   | Coralie Demay (FRA)                   | DNF                                   |
| 193                                   | Elodie Le Bail (FRA)                  | DNF                                   |
| 194                                   | Maëva Squiban (FRA)                   | DNF                                   |
| 195                                   | India Grangier (FRA)                  | 42.                                   |
| 196                                   | Noémie Abgrall (FRA)                  | 106.                                  |
| 197                                   | Célia Le Mouël (FRA)                  | 103.                                  |

| Multum Accountants MUL | Multum Accountants MUL   | Multum Accountants MUL |
| ---------------------- | ------------------------ | ---------------------- |
| Nr.                    | Rytter                   | Placering              |
| 201                    | Ann-Sophie Duyck (BEL)   | 52.                    |
| 202                    | Fien Delbaere (BEL)      | 64.                    |
| 203                    | Kylie Waterreus (NED)    | 43.                    |
| 204                    | Céline van Houtum (NED)  | 88.                    |
| 205                    | Marijke de Smedt (BEL)   | 76.                    |
| 206                    | Anna Badegruber (AUT)    | DNF                    |
| 207                    | Fien De Wispelaere (BEL) | DNF                    |

| Lviv Cycling Team LCW | Lviv Cycling Team LCW     | Lviv Cycling Team LCW |
| --------------------- | ------------------------- | --------------------- |
| Nr.                   | Rytter                    | Placering             |
| 211                   | Naomi de Roeck (BEL)      | DNF                   |
| 212                   | Gloria Van Mechelen (BEL) | 92.                   |
| 213                   | Alice Zovico (ITA)        | DNF                   |
| 214                   | Lauren Creamer (IRL)      | 84.                   |
| 215                   | Sophie Enever (GBR)       | DNF                   |
| 216                   | Marga López (ESP)         | DNF                   |
| 217                   | Fiona Turnbull (GBR)      | DNF                   |

| Coop-Hitec Products HPU | Coop-Hitec Products HPU        | Coop-Hitec Products HPU |
| ----------------------- | ------------------------------ | ----------------------- |
| Nr.                     | Rytter                         | Placering               |
| 221                     | Mieke Kröger (GER)             | 63.                     |
| 222                     | Ingvild Gåskjenn (NOR)         | 95.                     |
| 223                     | Caroline Andersson (SWE)       | 80.                     |
| 224                     | Amalie Lutro (NOR)             | 77.                     |
| 225                     | Ann Helen Olsen (NOR)          | DNF                     |
| 226                     | Christa Riffel (GER)           | DNF                     |
| 227                     | Pernille Larsen Feldmann (NOR) | DNF                     |

| Bingoal-Chevalmeire CCT | Bingoal-Chevalmeire CCT | Bingoal-Chevalmeire CCT |
| ----------------------- | ----------------------- | ----------------------- |
| Nr.                     | Rytter                  | Placering               |
| 231                     | Julie Debock (BEL)      | DNF                     |
| 232                     | Elise Tahay (BEL)       | DNF                     |
| 233                     | Allison Zava (BEL)      | DNF                     |
| 234                     | Lien Lanssens (BEL)     | 83.                     |
| 235                     | Fiona Mertens (BEL)     | 105.                    |
| 236                     | Justine Vromanne (BEL)  | DNF                     |
| 237                     | Eleanor Wiseman (GBR)   | 97.                     |

| Macadam’s Cowboys & Girls ___ | Macadam’s Cowboys & Girls ___ | Macadam’s Cowboys & Girls ___ |
| ----------------------------- | ----------------------------- | ----------------------------- |
| Nr.                           | Rytter                        | Placering                     |
| 241                           | Flavie Bador (FRA)            | DNF                           |
| 242                           | Eléonore Saraiva (FRA)        | DNF                           |
| 243                           | Juliette Trombini (FRA)       | DNF                           |
| 245                           | Allyson Webb Charland (CAN)   | DNF                           |
| 247                           | Camille Tryoen (FRA)          | 96.                           |

| SD Worx SDW | SD Worx SDW                        | SD Worx SDW |
| ----------- | ---------------------------------- | ----------- |
| Nr.         | Rytter                             | Placering   |
| 1           | Jolien D'Hoore (BEL)               | 72.         |
| 3           | Lonneke Uneken (NED)               | 14.         |
| 4           | Christine Majerus (LUX) (landevej) | 23.         |
| 5           | Amy Pieters (NED)                  | 6.          |
| 6           | Elena Cecchini (ITA)               | 18.         |
| 7           | Roxane Fournier (FRA)              | 31.         |

| Trek-Segafredo TFS | Trek-Segafredo TFS                   | Trek-Segafredo TFS |
| ------------------ | ------------------------------------ | ------------------ |
| Nr.                | Rytter                               | Placering          |
| 11                 | Trixi Worrack (GER)                  | DNF                |
| 12                 | Audrey Cordon-Ragot (FRA) (landevej) | 30.                |
| 13                 | Amalie Dideriksen (DEN)              | 98.                |
| 14                 | Lauretta Hanson (AUS)                | 60.                |
| 15                 | Chloe Hosking (AUS)                  | 3.                 |
| 16                 | Letizia Paternoster (ITA)            | DNF                |
| 17                 | Shirin van Anrooij (NED)             | 59.                |

| Team DSM DSM | Team DSM DSM           | Team DSM DSM |
| ------------ | ---------------------- | ------------ |
| Nr.          | Rytter                 | Placering    |
| 31           | Susanne Andersen (NOR) | 69.          |
| 32           | Georgi Pfeiffer (GBR)  | 36.          |
| 33           | Leah Kirchmann (CAN)   | 100.         |
| 34           | Franziska Koch (GER)   | 62.          |
| 35           | Lorena Wiebes (NED)    | 70.          |
| 36           | Esmée Peperkamp (NED)  | 57.          |
| 37           | Julia Soek (NED)       | 74.          |

| Liv Racing LIV | Liv Racing LIV                 | Liv Racing LIV |
| -------------- | ------------------------------ | -------------- |
| Nr.            | Rytter                         | Placering      |
| 41             | Valerie Demey (BEL)            | 86.            |
| 42             | Marta Jaskulska (POL)          | 20.            |
| 43             | Evy Kuijpers (NED)             | 25.            |
| 44             | Alison Jackson (CAN)           | 19.            |
| 45             | Lotte Kopecky (BEL) (landevej) | 1.             |
| 47             | Sabrina Stultiens (NED)        | 51.            |

| Alé BTC Ljubljana ALE | Alé BTC Ljubljana ALE        | Alé BTC Ljubljana ALE |
| --------------------- | ---------------------------- | --------------------- |
| Nr.                   | Rytter                       | Placering             |
| 51                    | Marlen Reusser (SUI)         | 21.                   |
| 52                    | Eugenia Bujak (SLO)          | DNF                   |
| 53                    | Mavi García (ESP) (landevej) | 58.                   |
| 54                    | Maaike Boogaard (NED)        | 12.                   |
| 55                    | Anna Trevisi (ITA)           | 49.                   |
| 56                    | Laura Tomasi (ITA)           | 7.                    |

| Movistar Team MOV | Movistar Team MOV               | Movistar Team MOV |
| ----------------- | ------------------------------- | ----------------- |
| Nr.               | Rytter                          | Placering         |
| 61                | Aude Biannic (FRA)              | 27.               |
| 62                | Jelena Erić (SRB)               | 28.               |
| 63                | Alicia González Blanco (ESP)    | 33.               |
| 64                | Barbara Guarischi (ITA)         | 26.               |
| 65                | Sara Martín Martín (ESP)        | 40.               |
| 66                | Emma Norsgaard (DEN) (landevej) | 2.                |
| 67                | Alba Teruel Ribes (ESP)         | 34.               |

| Andy Schleck-CP NVST-Immo Losch ASC | Andy Schleck-CP NVST-Immo Losch ASC    | Andy Schleck-CP NVST-Immo Losch ASC |
| ----------------------------------- | -------------------------------------- | ----------------------------------- |
| Nr.                                 | Rytter                                 | Placering                           |
| 71                                  | Fabienne Buri (SUI)                    | DNF                                 |
| 72                                  | Désirée Ehrler (SUI)                   | DNF                                 |
| 73                                  | Line Marie Gulliksen (NOR)             | DNF                                 |
| 75                                  | Lisa Müllenberg (NED)                  | DNF                                 |
| 76                                  | Mie Bjørndal Ottestad (NOR) (landevej) | 41.                                 |
| 77                                  | Sandra Weiss (SUI)                     | DNF                                 |

| Lotto Soudal Ladies LSL | Lotto Soudal Ladies LSL  | Lotto Soudal Ladies LSL |
| ----------------------- | ------------------------ | ----------------------- |
| Nr.                     | Rytter                   | Placering               |
| 81                      | Jesse Vandenbulcke (BEL) | 68.                     |
| 82                      | Alana Castrique (BEL)    | 107.                    |
| 83                      | Lone Meertens (BEL)      | 46.                     |
| 84                      | Abby-Mae Parkinson (GBR) | 17.                     |
| 86                      | Elise vander Sande (BEL) | 82.                     |
| 87                      | Anna Plichta (POL)       | DNF                     |

| NXTG Racing NXG | NXTG Racing NXG            | NXTG Racing NXG |
| --------------- | -------------------------- | --------------- |
| Nr.             | Rytter                     | Placering       |
| 91              | Rozemarijn Ammerlaan (NED) | DNF             |
| 92              | Britt Knaven (BEL)         | DNF             |
| 93              | Amelia Sharpe (GBR)        | 44.             |
| 94              | Maud Rijnbeek (NED)        | DNF             |
| 95              | Catalina Soto (CHI)        | 79.             |
| 96              | Emily Wadsworth (GBR)      | DNF             |
| 97              | Mylène de Zoete (NED)      | DNF             |

| Parkhotel Valkenburg PHV | Parkhotel Valkenburg PHV  | Parkhotel Valkenburg PHV |
| ------------------------ | ------------------------- | ------------------------ |
| Nr.                      | Rytter                    | Placering                |
| 101                      | Femke Markus (NED)        | 11.                      |
| 102                      | Sylvie Swinkels (NED)     | DNF                      |
| 103                      | Amber van der Hulst (NED) | 9.                       |
| 104                      | Kirstie van Haaften (NED) | 108.                     |
| 105                      | Leonie Bos (NED)          | 101.                     |
| 106                      | Lieke Nooijen (NED)       | 81.                      |
| 107                      | Mischa Bredewold (NED)    | 22.                      |

| Arkéa Pro Cycling Team ARK | Arkéa Pro Cycling Team ARK    | Arkéa Pro Cycling Team ARK |
| -------------------------- | ----------------------------- | -------------------------- |
| Nr.                        | Rytter                        | Placering                  |
| 111                        | Lucie Jounier (FRA)           | 47.                        |
| 112                        | Cédrine Kerbaol (FRA)         | 66.                        |
| 113                        | Marie-Morgane Le Deunff (FRA) | DNF                        |
| 114                        | Typhaine Laurance (FRA)       | 24.                        |
| 115                        | Gladys Verhulst (FRA)         | 4.                         |
| 116                        | Greta Richioud (FRA)          | DNF                        |
| 117                        | Léa Curinier (FRA)            | 32.                        |

| Rupelcleaning-Champion lubricants RUP | Rupelcleaning-Champion lubricants RUP | Rupelcleaning-Champion lubricants RUP |
| ------------------------------------- | ------------------------------------- | ------------------------------------- |
| Nr.                                   | Rytter                                | Placering                             |
| 121                                   | Sara Van de Vel (BEL)                 | 53.                                   |
| 122                                   | Ditte Lenseclaes (BEL)                | DNF                                   |
| 123                                   | Isabelle Beckers (BEL)                | DNF                                   |
| 124                                   | Mia Griffin (IRL)                     | 89.                                   |
| 125                                   | Alice Sharpe (IRL)                    | 87.                                   |
| 126                                   | Antonia Gröndahl (FIN)                | 61.                                   |
| 127                                   | Svenja Betz (GER)                     | DNF                                   |

| Valcar-Travel & Service VAL | Valcar-Travel & Service VAL | Valcar-Travel & Service VAL |
| --------------------------- | --------------------------- | --------------------------- |
| Nr.                         | Rytter                      | Placering                   |
| 133                         | Margaux Vigie (FRA)         | 56.                         |
| 134                         | Martina Alzini (ITA)        | 85.                         |
| 135                         | Elena Pirrone (ITA)         | 99.                         |
| 137                         | Silvia Pollicini (ITA)      | 13.                         |

| Jumbo-Visma Women Team TJV | Jumbo-Visma Women Team TJV | Jumbo-Visma Women Team TJV |
| -------------------------- | -------------------------- | -------------------------- |
| Nr.                        | Rytter                     | Placering                  |
| 141                        | Romy Kasper (GER)          | 10.                        |
| 143                        | Anna Henderson (GBR)       | 8.                         |
| 144                        | Teuntje Beekhuis (NED)     | 45.                        |
| 145                        | Karlijn Swinkels (NED)     | 71.                        |
| 147                        | Pernille Mathiesen (DEN)   | 104.                       |

| Drops-Le Col DRP | Drops-Le Col DRP              | Drops-Le Col DRP |
| ---------------- | ----------------------------- | ---------------- |
| Nr.              | Rytter                        | Placering        |
| 151              | Elizabeth Bennett (GBR)       | DNF              |
| 152              | María Martins (POR)           | DNF              |
| 153              | Sara Penton (SWE)             | 54.              |
| 154              | Finja Smekal (GER)            | 93.              |
| 155              | Marjolein van 't Geloof (NED) | 5.               |
| 156              | Maike van der Duin (NED)      | 50.              |

| Tibco-Silicon Valley Bank TIB | Tibco-Silicon Valley Bank TIB | Tibco-Silicon Valley Bank TIB |
| ----------------------------- | ----------------------------- | ----------------------------- |
| Nr.                           | Rytter                        | Placering                     |
| 162                           | Eva Buurman (NED)             | 38.                           |
| 163                           | Tanja Erath (GER)             | 48.                           |
| 164                           | Leah Dixon (GBR)              | DNF                           |
| 165                           | Eri Yonamine (JPN)            | 75.                           |
| 166                           | Diana Peñuela (COL)           | 29.                           |
| 167                           | Kristen Faulkner (USA)        | 55.                           |

| Doltcini-Van Eyck-Proximus DVE | Doltcini-Van Eyck-Proximus DVE         | Doltcini-Van Eyck-Proximus DVE |
| ------------------------------ | -------------------------------------- | ------------------------------ |
| Nr.                            | Rytter                                 | Placering                      |
| 171                            | Kathrin Schweinberger (AUT) (landevej) | 35.                            |
| 172                            | Christina Schweinberger (AUT)          | 67.                            |
| 173                            | Nicole Steigenga (NED)                 | 65.                            |
| 174                            | Bryony van Velzen (NED)                | 15.                            |
| 175                            | Fien Van Eynde (BEL)                   | 39.                            |
| 176                            | Marieke de Groot (NED)                 | 90.                            |
| 177                            | Victoire Berteau (FRA)                 | 94.                            |

| Bingoal-Chevalmeire CCT | Bingoal-Chevalmeire CCT | Bingoal-Chevalmeire CCT |
| ----------------------- | ----------------------- | ----------------------- |
| Nr.                     | Rytter                  | Placering               |
| 181                     | Thalita de Jong (NED)   | 37.                     |
| 182                     | Natalie van Gogh (NED)  | 16.                     |
| 183                     | Claudia Jongerius (NED) | 91.                     |
| 184                     | Nathalie Bex (BEL)      | 78.                     |
| 185                     | Justine Ghekiere (BEL)  | 73.                     |
| 186                     | Caren Commissaris (NED) | DNF                     |

| Stade Rochelais Charente-Maritime CMW | Stade Rochelais Charente-Maritime CMW | Stade Rochelais Charente-Maritime CMW |
| ------------------------------------- | ------------------------------------- | ------------------------------------- |
| Nr.                                   | Rytter                                | Placering                             |
| 191                                   | Séverine Eraud (FRA)                  | 102.                                  |
| 192                                   | Coralie Demay (FRA)                   | DNF                                   |
| 193                                   | Elodie Le Bail (FRA)                  | DNF                                   |
| 194                                   | Maëva Squiban (FRA)                   | DNF                                   |
| 195                                   | India Grangier (FRA)                  | 42.                                   |
| 196                                   | Noémie Abgrall (FRA)                  | 106.                                  |
| 197                                   | Célia Le Mouël (FRA)                  | 103.                                  |

| Multum Accountants MUL | Multum Accountants MUL   | Multum Accountants MUL |
| ---------------------- | ------------------------ | ---------------------- |
| Nr.                    | Rytter                   | Placering              |
| 201                    | Ann-Sophie Duyck (BEL)   | 52.                    |
| 202                    | Fien Delbaere (BEL)      | 64.                    |
| 203                    | Kylie Waterreus (NED)    | 43.                    |
| 204                    | Céline van Houtum (NED)  | 88.                    |
| 205                    | Marijke de Smedt (BEL)   | 76.                    |
| 206                    | Anna Badegruber (AUT)    | DNF                    |
| 207                    | Fien De Wispelaere (BEL) | DNF                    |

| Lviv Cycling Team LCW | Lviv Cycling Team LCW     | Lviv Cycling Team LCW |
| --------------------- | ------------------------- | --------------------- |
| Nr.                   | Rytter                    | Placering             |
| 211                   | Naomi de Roeck (BEL)      | DNF                   |
| 212                   | Gloria Van Mechelen (BEL) | 92.                   |
| 213                   | Alice Zovico (ITA)        | DNF                   |
| 214                   | Lauren Creamer (IRL)      | 84.                   |
| 215                   | Sophie Enever (GBR)       | DNF                   |
| 216                   | Marga López (ESP)         | DNF                   |
| 217                   | Fiona Turnbull (GBR)      | DNF                   |

| Coop-Hitec Products HPU | Coop-Hitec Products HPU        | Coop-Hitec Products HPU |
| ----------------------- | ------------------------------ | ----------------------- |
| Nr.                     | Rytter                         | Placering               |
| 221                     | Mieke Kröger (GER)             | 63.                     |
| 222                     | Ingvild Gåskjenn (NOR)         | 95.                     |
| 223                     | Caroline Andersson (SWE)       | 80.                     |
| 224                     | Amalie Lutro (NOR)             | 77.                     |
| 225                     | Ann Helen Olsen (NOR)          | DNF                     |
| 226                     | Christa Riffel (GER)           | DNF                     |
| 227                     | Pernille Larsen Feldmann (NOR) | DNF                     |

| Bingoal-Chevalmeire CCT | Bingoal-Chevalmeire CCT | Bingoal-Chevalmeire CCT |
| ----------------------- | ----------------------- | ----------------------- |
| Nr.                     | Rytter                  | Placering               |
| 231                     | Julie Debock (BEL)      | DNF                     |
| 232                     | Elise Tahay (BEL)       | DNF                     |
| 233                     | Allison Zava (BEL)      | DNF                     |
| 234                     | Lien Lanssens (BEL)     | 83.                     |
| 235                     | Fiona Mertens (BEL)     | 105.                    |
| 236                     | Justine Vromanne (BEL)  | DNF                     |
| 237                     | Eleanor Wiseman (GBR)   | 97.                     |

| Macadam’s Cowboys & Girls ___ | Macadam’s Cowboys & Girls ___ | Macadam’s Cowboys & Girls ___ |
| ----------------------------- | ----------------------------- | ----------------------------- |
| Nr.                           | Rytter                        | Placering                     |
| 241                           | Flavie Bador (FRA)            | DNF                           |
| 242                           | Eléonore Saraiva (FRA)        | DNF                           |
| 243                           | Juliette Trombini (FRA)       | DNF                           |
| 245                           | Allyson Webb Charland (CAN)   | DNF                           |
| 247                           | Camille Tryoen (FRA)          | 96.                           |